# Mouvement de la diversité
Le Mouvement de la diversité (LMD) est un ancien parti politique néo-calédonien anti-indépendantiste mais autonomiste, créé par le sénateur UMP Simon Loueckhote le 10 avril 2008 sur la base de la liste qu'il avait lui-même menée aux élections municipales de 2008 à Nouméa, « Nouméa, la diversité en mouvement ». Son congrès fondateur a eu lieu le 14 juin 2008 à la salle Veyret dans le quartier de Rivière-Salée à Nouméa. Il disparaît officiellement le 7 décembre 2017, pour se fondre dans un nouveau parti, Les Républicains calédoniens.

## Positions principales du parti
Dès sa création, le parti a pris clairement position en faveur du rejet de la souveraineté, et donc de l'indépendance (dont les revendications, si elles lui paraissent « légitimes », ne sont pas, selon lui, « rationnelles dans le contexte de la mondialisation contemporaine »), tout en reconnaissant que la marche vers l'autonomie était inéluctable. Dans ce contexte, il souhaite alors proposer les solutions institutionnelles qui permettront d'encadrer au mieux cette autonomie, en appelant à dépasser la « dialectique d’affrontement entre les partisans de l’indépendance et leurs adversaires » et en défendant l'idée d'une Nouvelle-Calédonie qui se construirait non pas « dans » la France mais « avec » la France. Il soutient ainsi l'idée de la mise en place d'un « pacte de souveraineté » qui définirait clairement les champs de compétence laissés à l'État, tous les autres pouvant faire l'objet de transferts vers la collectivité de Nouvelle-Calédonie qui pourrait prendre à terme le statut de « Pays d'outre-mer associé (Poma) ». Malgré cette « lecture nouvelle » de l'Accord de Nouméa, Simon Loueckhote et son parti n'ont pas cessé de revendiquer leur attachement au lien entre la France et ses valeurs et la Nouvelle-Calédonie en organisant notamment, le 14 juillet 2008, un « pique-nique républicain ».  
Le LMD est aussi favorable à un encadrement de la mondialisation économique et à la lutte contre les inégalités sociales. À ce titre, il a proposé la mise en place d'un « Fonds d'action social calédonien (Fasc) » qui servirait essentiellement (à 90 %) à financer les retraites, le reste pouvant ensuite être employé pour réduire les cotisations sociales et ainsi favoriser le pouvoir d'achat. Mais la grande originalité de cette proposition vient du fait que ce fonds serait financé par des taxes sur les exportations du nickel, plafonnées à 8 % pour le minerai brut et à 4 % pour le semi-transformé. 
Le parti et son leader se sont également prononcés, à l'instar de l'Avenir ensemble et des ex-FN locaux ou, plus récemment, des partis indépendantistes, pour l'ouverture de la bande FM. En effet, celle-ci est gelée depuis les accords de Matignon en 1988 afin de favoriser l'équilibre des forces entre partisans et opposants de l'indépendance. Et ce gel a été étendu jusqu'en 2012 par le projet de loi pour le développement économique de l'Outre-mer présenté en conseil des ministres fin juillet 2008. Il n'y a ainsi que trois stations pouvant faire de l'information et de l'analyse politique, une indépendantiste (Radio Djiido), une anti-indépendantiste (Radio Rythme Bleu, soutenant Rassemblement-UMP d'où la revendication des autres forces loyalistes pour plus de pluralisme) et une publique et neutre (Radio Nouvelle-Calédonie, appartenant à RFO). Les autres stations, au-delà de ce trio, ne sont donc pas habilités à parler de politique locale et ne peuvent donc qu'avoir une fonction musicale ou humoristique (en 2008, seules deux stations musicales existaient, NRJ et radio Océane).

## Élus
Le LMD, composé essentiellement de personnalités jeunes ou non insérées jusqu'alors dans la vie politique, ne dispose comme véritable tête connu que de son leader Simon Loueckhote. Celui-ci est en effet sénateur de 1992 à 2011 (élu alors puis réélu en 2001 sous l'étiquette du RPCR) mais aussi pendant longtemps le seul élu du parti au Congrès (où il siège comme non-inscrit de 2006 à 2009 puis comme membre du groupe Avenir ensemble-LMD en 2009 et depuis 2011) ainsi que membre du gouvernement de 2009 à 2011.
Siégeant initialement à l'Assemblée de la province des îles Loyauté, où il a été sans cesse tête de liste pour le RPCR puis Rassemblement-UMP en obtenant à chaque fois 2 sièges de 1989 à 2004, il est depuis 2009 élu dans la Province Sud. La seule autre élue du RPCR dans les Îles de 2004 à 2009, Louise Humuni, a également rejoint le LMD. Au Congrès, il a soutenu l'accord-cadre de majorité établi entre 2007 et 2009 entre l'Avenir ensemble et le Rassemblement-UMP et est allié à l'Avenir ensemble depuis 2009. 
Le LMD a également obtenu 4 conseillers municipaux de Nouméa (Christophe Delière qui est l'un des deux secrétaires généraux du parti, Marco Puluiuvea, Gloria Outu, Michel Crombez) élus le 16 mars 2008 sur la liste « Nouméa, la diversité en mouvement » conduite par Simon Loueckhote, et un unique conseiller municipal issu de la liste « Réalisons le partage citoyen d'Iaai » à Ouvéa (Mickaël Wanakahme).
Lors des élections provinciales du 10 mai 2009, il est présent dans le Sud et les Îles Loyauté. Dans la première, il s'allie dans un premier temps avec la liste Calédonie ensemble de Philippe Gomès. Mais Simon Loueckhote revient quelques jours après sur sa parole et finalement s'associe avec la liste Avenir ensemble de Harold Martin et obtient surtout les cinquième (Simon Loueckhote lui-même, qui change ainsi de province de vote car il estime que c'est au Sud qu'il est le plus facile de peser pour certains dossiers aidant les Îles, notamment pour le rééquilibrage et limiter l'exode des Loyaltiens vers le Grand Nouméa) et huitième places (Pascale Doniguian-Panchou, l'une des deux secrétaires généraux du parti). Les deux sont élus parmi les 8 sièges obtenus par l'alliance Avenir ensemble-LMD, et Simon Loueckhote reste le seul élu du parti au Congrès. Comme les autres membres de la liste, il a apporté son soutien à l'idée de « pacte de stabilité » énoncé par Harold Martin repris après le scrutin par Pierre Frogier puis Philippe Gomès sous des noms divers, et le LMD a ainsi voté pour Pierre Frogier à la présidence et pour les candidats de la plate-forme loyaliste aux vice-présidences (un Rassemblement-UMP et deux Calédonie ensemble, respectivement Éric Gay, Philippe Michel et Sonia Lagarde) lors de la constitution du bureau de l'Assemblée de la Province Sud. Aux Îles Loyauté toutefois, le LMD a décidé de faire la course seule, malgré la présence de deux autres listes anti-indépendantistes dans une circonscription où la droite ne se partageait jusqu'alors qu'environ 2000 voix et une moyenne de 20 % des suffrages exprimés. La liste « Une Province avec la France » de Hnawange Hnawange, comme toutes les autres formations loyalistes, n'obtient donc aucun élu à l'Assemblée provinciale loyaltienne, avec seulement 3,6 % des voix.
Le 5 juin 2009, Simon Loueckhote est présenté en troisième position de la liste commune des non-indépendantistes pour l'élection du nouveau gouvernement. Celle-ci obtenant 7 élus sur les 11 membres de l'exécutif, le sénateur néo-calédonien intègre donc le gouvernement présidé par Philippe Gomès, chargé de la Fonction publique, de la Qualité du Service public, des Simplifications administratives et responsable du Schéma d'Aménagement et de Développement de Nouvelle-Calédonie. Il est de ce fait démissionnaire de ses mandats électoraux à l'Assemblée de Province et au Congrès et, ses suivants de liste intégrant ces deux institutions pour le remplacer étant tous deux membres de l'Avenir ensemble, le LMD ne dispose plus depuis lors que d'une seule élue en Province Sud et n'est plus représentée au Congrès. Simon Loueckhote retourne cependant dans ces deux institutions le 3 mars 2011, date à laquelle il ne fait plus partie de l'exécutif local où le LMD n'a d'ailleurs plus aucun membre. De plus, Pascale Doniguian-Panchou remplace Sylvie Robineau (de l'Avenir ensemble), élue au gouvernement, du 3 au 17 mars 2011 et depuis le 1er avril 2011.